# Ophiorrhiza kwangsiensis
Ophiorrhiza kwangsiensis är en måreväxtart som beskrevs av Elmer Drew Merrill och Hui Lin Li. Ophiorrhiza kwangsiensis ingår i släktet Ophiorrhiza och familjen måreväxter. Inga underarter finns listade i Catalogue of Life.